# Stephansposching
Stephansposching est une commune de Basse-Bavière de l'arrondissement de Deggendorf, regroupant vingt communautés villageoises, située dans la région de Gäuboden, au sud du Danube. Elle comprenait 3 061 habitants au recensement du 31 décembre 2006.
Ces villages, ou Gemeindeteile, sont : Bergham, Fehmbach, Freundorf et Freundorf-Süd, Friesendorf, Hankhof, Hettenkofen, Loh (avec une église rococo remarquable), Michaelsbuch (ancienne seigneurie du bienheureux Gamelbert fondateur de l'abbaye de Metten, avec son église baroque Saint-Michel), Rottenmann, Rottersdorf, Sautorn, Schaidham, Steinfürth, Steinkirchen, Stephansposching-Bahnhof, Uttenhofen, Uttenkofen, Wichslburg, Wolferskofen.